# Bernhard-Weiß-Medaille
Die Bernhard-Weiß-Medaille ist eine von einem privaten Verein vergebene Ehrung für Angehörige der Bundeswehr oder mit ihr in besonderer Beziehung stehenden Personen, die sich auf herausragende Weise für die jüdische Traditionspflege sowie Toleranz und Verständigung zwischen den unterschiedlichen Kulturen und Religionen eingesetzt bzw. couragiert gegen Antisemitismus und Fremdenfeindlichkeit Stellung bezogen haben.

## Verleihung
Benannt wurde sie nach Bernhard Weiß (1880–1951), einem stellvertretenden Polizeipräsidenten von Berlin in der Weimarer Republik und Offizier im Ersten Weltkrieg. 2007 stiftete der Vorsitzende des Bundes jüdischer Soldaten (RjF) anlässlich des ersten Jahrestages der Gründung die Bernhard-Weiß-Medaille. Die Medaille wird jährlich zum Gründungstag verliehen.

## Preisträger
Erster Preisträger wurde, gemäß Vorschlag und Beschluss des Gründungskuratoriums der Stiftung, der Bundesvorsitzende des Deutschen BundeswehrVerbandes (DBwV), Oberst Bernhard Gertz. Oberst Gertz war in seiner Eigenschaft als DBwV-Bundesvorsitzender und Mitglied des Beirates für Fragen der Inneren Führung beim Bundesministerium der Verteidigung stets ein engagierter Befürworter des freiheitlichen und pluralistischen Charakters der Bundeswehr. Dabei setzte er sich für die Belange von Minderheiten innerhalb der Bundeswehr, insbesondere für die der jüdischen Soldaten ein.
Die Verleihung an Oberst Gertz fand im Rahmen der Jahrestagung des RjF am 18./19. November 2007 in Berlin statt. Der Vorsitzende des Bundes jüdischer Soldaten, Hauptmann Michael Berger befand in seiner Laudatio: „Sie sind engagierter Sachwalter und Verteidiger der Grundsätze Toleranz und Verständigung in der Bundeswehr....Dieses waren auch die Prinzipien, die Bernhard Weiß vertrat.“
Die Mitglieder des Stiftungskuratoriums „Bernhard-Weiß-Medaille“ äußerten die Absicht, die Medaille künftig nicht nur an herausgehobenen Repräsentanten zu verleihen, sondern vor allem sogenannte Durchschnittsbürger bzw. -soldaten, die Signale setzen und mit großem Einsatz und unter persönlichen Opfern für Toleranz und gegen Fremdenfeindlichkeit Stellung beziehen. Es sollen nicht in erster Linie militärische Führer oder Politiker geehrt werden, sondern die „kleinen Helden“.
Der zweite Preisträger war der ehemalige Bundesverteidigungsminister Peter Struck. Er wurde von Charlotte Knobloch als „Mann der Tat“ gelobt, der konsequent gegen Rechtsextreme vorgehe. Außerdem nannte sie seinen Einsatz für ein NPD-Verbot, die Entfernung historisch belasteter Namensgeber von Bundeswehrkasernen und -verbänden sowie die Entlassung des Generals Reinhard Günzel.
Die Bernhard-Weiß-Medaille 2009 erhielt der Wehrbeauftragte des Deutschen Bundestages Reinhold Robbe für seinen Einsatz für Toleranz und Verständigung zwischen den unterschiedlichen Kulturen und Religionen sowie sein couragiertes Eintreten gegen Antisemitismus und Fremdenfeindlichkeit. In ihrer Laudatio würdigte die Präsidentin des Zentralrates der Juden in Deutschland, Frau Charlotte Knobloch, die herausgehobene Stellung des Wehrbeauftragten innerhalb des deutschen Verfassungsgefüges als weltweit einmalige Einrichtung, die sich als große Errungenschaft der Demokratie auch zum Schutz vor inneren und äußeren Gefahren nicht zuletzt als Institution des Dialoges bewährt habe. Einen entscheidenden Betrag hierzu habe Reinhold Robbe geleistet, der sich mit einem überdurchschnittlichen Maß an Wachsamkeit gepaart mit einer hohen sozialen und emotionalen Kompetenz seiner schwierigen Aufgabe angenommen habe. Als gewissenhafter Wächter und als loyaler Ansprechpartner werde er zum Wohl der Soldaten tätig und scheue sich dabei aber auch nicht, den Finger in die Wunde zu legen und Probleme wie rechtsextremistische Tendenzen in der Truppe offen und deutlich anzusprechen. Bernhard Weiß und Reinhold Robbe stimmten so überein in ihrem Dienst für die Demokratie und ihr bürgerschaftliches Engagement. Reinhold Robbe gab in seiner Dankesrede das Versprechen ab, nicht nachzulassen bei seinen Bemühungen antisemitischen und rechtsradikalen Bestrebung in allen Bereichen des öffentlichen Lebens, auch in der Bundeswehr, entschieden entgegenzutreten.
2011 wurde Oberstleutnant Peter Andreas Popp, Lehrstabsoffizier an der Offizierschule der Luftwaffe, ausgezeichnet.